# Formica manchu
Formica manchu é uma espécie de formiga do gênero Formica, pertencente à subfamília Formicinae.